# Hermann Plock
Hermann Plock (* 21. Januar 1858 in Essingen; † 1. April 1920 in Wasseralfingen) war ein deutscher Maler des Realismus.
Der Sohn des Kunstgießers Christian Plock besuchte die Volksschule Wasseralfingen, dann die Realschule in Aalen. 1878 trat er in die Königliche Kunstschule in Stuttgart ein, wo er die figürliche Zeichenklasse, die technische Malschule und die Komponierschule von Direktor Schraudolph besuchte. 1880 bis 1883 musste er aufgrund eines Augenleidens sein Studium unterbrechen und konnte es erst 1889 abschließen.

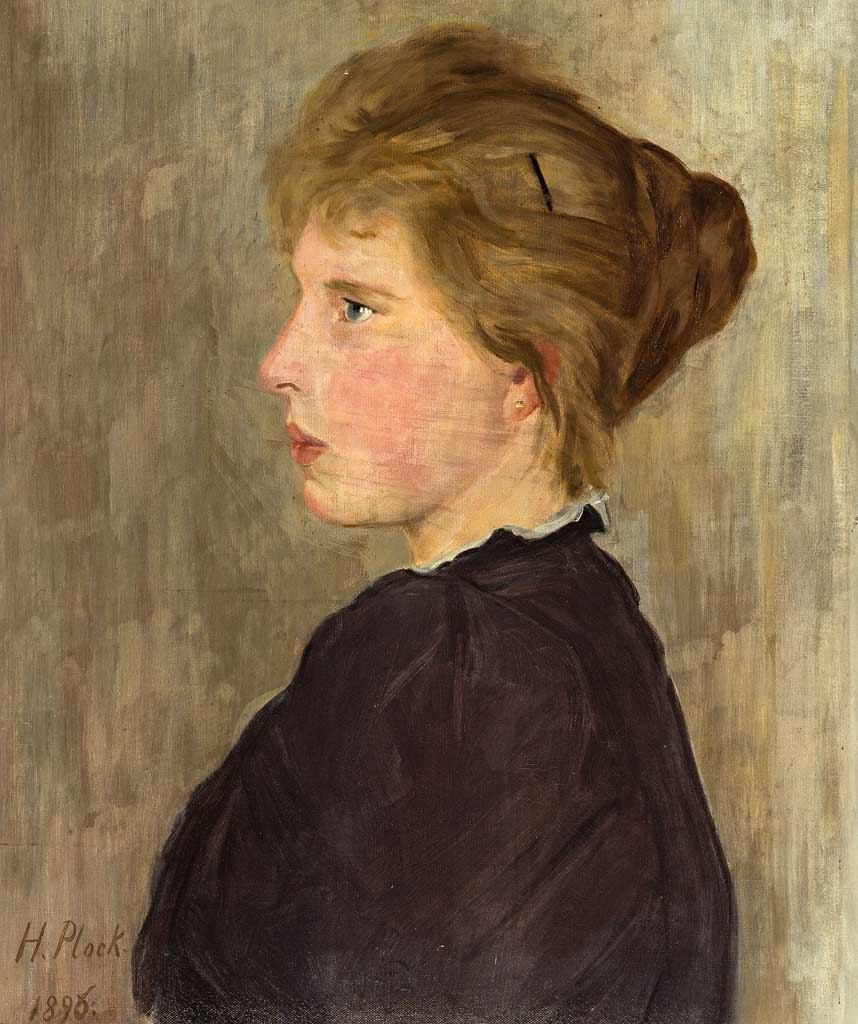
Hermann Plock: Damenportrait, 1896

Bereits während des Studiums errang der Maler erste Auszeichnungen. Sein Bild „Abendstimmung“ erregte 1890 auf der Weltausstellung in Paris Aufsehen und wurde anschließend von der Württembergischen Staatsgalerie erworben. Schon 1888 präsentierte er anlässlich der III. Internationalen Kunstausstellung in München ein beachtetes Gemälde, betitelt „Das kranke Kind“. Es soll sich im Besitz von Königin Olga befunden haben. Die Tageszeitung Der Beobachter feierte ihn anlässlich einer Verkaufsausstellung in Stuttgart im Jahr 1900 als den „Uhland der schwäbischen Maler“. Seine Werke, Porträts und Landschaftsbilder, werden dem Realismus zugerechnet.
In den 1890er Jahren begann Plock an Lähmungserscheinungen zu leiden, die ihn alsbald an den Rollstuhl fesselten und ihn zur Rückkehr in den Haushalt der Mutter nach Wasseralfingen zwangen. Bis 1899 war er als „Maler im Krankenstuhl“ über seine Heimat hinaus bekannt, Danach konnte er aufgrund seiner Krankheit überhaupt nicht mehr malen und verbrachte seine letzten beiden Lebensjahrzehnte vollständig gelähmt.
Bilder von Hermann Plock befinden sich in Privatbesitz und in öffentlichen Sammlungen.